# La Longeville
La Longeville är en kommun i departementet Doubs i regionen Bourgogne-Franche-Comté i östra Frankrike. Kommunen ligger i kantonen Montbenoît som tillhör arrondissementet Pontarlier. År 2022 hade La Longeville 844 invånare.

## Befolkningsutveckling
Antalet invånare i kommunen La Longeville
Referens:INSEE